# Eric B. and Rakim
Eric B. and Rakim, stylisé Eric B. & Rakim, est un groupe de hip-hop américain, originaire du quartier du Queens, à New York. Actif entre le milieu des années 1980 et le début des années 1990, le duo est particulièrement connu pour son premier album, Paid in Full, considéré par la presse spécialisée comme l'un des plus grands albums de l'histoire du hip-hop. Le site web About.com classe Eric B. & Rakim parmi les « dix plus grands duos de hip-hop de tous les temps ».

## Biographie

### Paid in Full
Rakim et Eric B. se rencontrent en 1985. L'un développe un certain talent de rappeur tandis que le deuxième s'essaye régulièrement à la production musicale et notamment au sampling. Les deux new-yorkais décident de fonder un groupe de hip-hop qu'ils baptisent simplement Eric B. & Rakim. Le premier titre que le groupe enregistre, Eric B. Is President (face B : My Melody), sort sur la modeste maison de disques Zakia, située à Harlem. Produit par le très en vue Marley Marl qui décide d'incorporer au single la ligne de basse du tube Over Like a Fat Rat (de Fonda Rae), le titre rencontre un grand succès populaire. Rythmé par le flow de Rakim et les scratches d'Eric B., Eric B. Is President devient le tube de l'été 1986 dans les block parties new-yorkaises. Le label 4th & B'way, ayant eu vent de la soudaine réputation du jeune groupe, décide de les signer pour un premier album studio. L'engouement de la communauté hip-hop pour les deux adolescents s'accélère avec la sortie, l'année suivante, de leur nouveau single, I Ain't No Joke, assez proche de leur premier titre, et du clip qui l'accompagne et qui donne au duo une crédibilité urbaine supérieure. Le buzz explose avec les sorties simultanées de l'album Paid in Full et de son troisième extrait, I Know You Got Soul, dont est extrait le passage devenu mythique Pump Up the Volume.
Le premier album du groupe, Paid in Full est publié le 7 juillet 1987. Il est bien accueilli par la presse spécialisée qui loue le style de rap de Rakim. L'album atteint la huitième place des R&B Albums, et la 58e du classement américain Billboard 200. Les singles extraits de l'album, Move The Crowd/Paid In Full (Remix), I Ain t No Joke, I Know You Got Soul et Eric B. Is President atteignent également les classements. Dans la lignée de l'accueil de l'album Paid in Full, le groupe britannique de Coldcut donne au titre du même nom une renommée internationale grâce à un populaire remix.

### Follow the LeaderetLet the Rhythm Hit 'Em
Eric B. & Rakim, comptant bien profiter de leur nouvelle notoriété, s'attellent à l'écriture d'un deuxième album. Follow the Leader, publié le 26 juillet 1988, un an après leur premier opus, reprend les ingrédients qui ont fait le succès de Paid in Full : virtuosité au micro de Rakim, dont la nervosité et la précision du flow font de nouvelles merveilles comme Follow the Leader et No Competition notamment ; éclectisme musical d'Eric B. dont certains des beats portent quasiment seuls certains titres comme Microphone Fiend et Musical Massacre. La presse spécialisée sacre une nouvelle fois le groupe new-yorkais, dont la nouvelle production se vend plutôt bien, Follow the Leader étant certifié disque d'or (500 000 exemplaires vendus) par la Recording Industry Association of America (RIAA) après deux mois (alors qu'il en avait fallu cinq pour le premier album). L'album se place également septième des R&B Albums et la 22e du Billboard 200. À l'été 1989, les deux new-yorkais apparaissent en featuring sur Friends, le titre de la chanteuse pop Jody Watley. La pratique, alors quasiment sans précédent, se normalisera au fil des années.
Le groupe publie son troisième album, Let the Rhythm Hit 'Em, en mai 1990. Bien plus posé, quelque peu plus lent, il dégage une atmosphère sombre qui déroute une partie du public. Selon Alex Henderson, du site web AllMusic, « pas si différent de Paid in Full ou Follow the Leader, Let the Rhythm Hit 'Em fait du rap technique sa priorité numéro un. » L'emprunt d'Eric B. à James Brown et au funk est ici à son paroxysme, le disc jockey composant notamment les puissants No Omega, Run for Cover, Untouchables ou encore Set 'em Straight ; Rakim, mémorable sur In the Ghetto, perd en vivacité ce qu'il semble gagner en maturité, aidant l'album à atteindre une certaine homogénéité. De fait, moins vif, Let the Rhythm Hit 'Em apparaît comme l'œuvre la plus adulte du groupe. L'album atteint la 10e place des R&B Albums, et la 32e place du Billboard 200. Le singe-titre ainsi que les singles extraits de l'album Mahogany et In The Ghetto atteignent également les classements.

### Don't Sweat the Techniqueet séparation
Don't Sweat the Technique, le quatrième et dernier album du groupe, publié en juin 1992, confirme le virage artistique abordé avec succès par Let the Rhythm Hit 'Em. Sans scratches bruts des premiers tubes, les productions d'Eric B. reposent souvent sur une batterie (Teach the Children) ou une ligne de basse (Relax with Pep, Know the Ledge), et sont bien plus teintées de jazz (What's on Our Mind?, Don't Sweat the Technique) ou de soul (Keep the Beat) ; Rakim renoue son flow avec une certaine agressivité. C'est durant les sessions d'enregistrement de l'album que le désir naît chez les deux artistes de produire en solo ; Eric B. tergiversant quant à la nature des contrats que leur propose le label MCA, le groupe est dissous fin 1992.
Eric B. fait paraître un album solo homonyme en 1995 au label 95th Street Recordings. De recours en justice retarde la carrière solo de Rakim[pas clair], mais il publie finalement son album The 18th Letter en 1997. En 1999, le deuxième album solo de Rakim, The Master est publié, mais moyennement accueilli par la presse spécialisée. En 2000, Eric B. poursuit les affaires en dehors du domaine musical. Rakim signe avec le label Aftermath de Dr. Dre en 2000, mais aucun album de sa part n'est publié. Depuis, Rakim fait quelques apparitions aux côtés d'autres rappeurs comme Jay-Z (The Watcher, Part 2), Truth Hurts (Addictive), Nas, KRS-One et Kanye West (Classic). En 2002, Don't Sweat The Technique apparait dans le jeu vidéo Aggressive Inline. En 2004, I Know You Got Soul apparait dans le jeu vidéo Grand Theft Auto: San Andreas, sur la radio Playback FM. En novembre 2009, Rakim publie The Seventh Seal. Eric B. & Rakim sont annoncés comme les quinzième finalistes du Rock & Roll Hall of Fame en septembre 2011. Eric B. est représenté par Louis Gregory, connu sous le nom de Uncle Louie.

## Discographie

### Albums studio
- 1987 : Paid in Full
- 1988 : Follow the Leader
- 1990 : Let the Rhythm Hit 'Em
- 1992 : Don't Sweat the Technique

### Compilations
- 2001 : The Best of Eric B. and Rakim
- 2003 : Classic
- 2005 : Gold
- 2008 : Repaid in Full: The Paid in Full Remixed
- 2010 : Rarities Edition: Paid in Full